# Mas del Font
El Mas del Font és una masia de Reus (Baix Camp) situada a la partida de Blancafort o potser a la de les Forques Velles, a la vora dreta del barranc de Pedret, al sud-est del Camí Vell de Riudoms. És una hisenda important amb una gran masia moderna.

## Descripció
Es tracta d'un edifici amb una volumetria irregular, construït amb maons d'obra vista. Cal destacar la torre que alberga el dipòsit d'aigua, ja que configura un element arquitectònic singular, tant plàstic com visual, dins el conjunt. Aquesta torre és de planta octogonal, amb les cantonades definides en pedra, i amb una petita passera en la part superior.

## Història

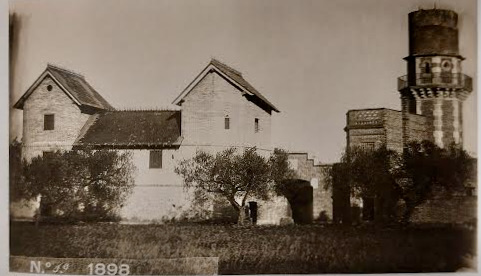
Mas del Font l'any 1898

Pau Font de Rubinat, polític i bibliòfil reusenc, va ajuntar diverses propietats que li havien pervingut per herència i va organitzar una finca de quaranta hectàrees, totes de secà, que va convertir en una finca productiva quan va unificar els terrenys i els va replanar per recollir les aigües pluvials. Va construir un pou «de dos metres i mig de diàmetre» que donava prou aigua, extreta amb bombes i conduïda per tota la finca per un sistema de tubs. Va construir també un dipòsit d'aigua a la torre, que podia contenir 42 m3, que li eren suficients per regar la finca i donar aigua al bestiar, bàsicament dos o tres-cents porcs, i aviram (gallines oques, paons...) que tenien els seus habitacles vora el mas. Els conreus principals eren el blat, l'ordi i el moresc, i també patates, carxofes, faves, fesols, carabasses, cols i farratges, a més d'avellaners, olivers, garrofers, presseguers pomeres i pereres.
Per facilitar l'explotació va instal·lar un «tramvia sistema Décauville» que recorria uns 3 km i unia porcions de la finca amb els magatzems, espaiosos i airejats, alguns de fins a tres pisos, que a la planta baixa guardaven la maquinària destinada a treballar el camp.
S'hi havia de construir la casa dels propietaris, que es va encarregar a Lluís Domènech i Montaner, però no es va arribar a fer. Sí que es va urbanitzar el jardí, obra de Pere Caselles, que tenia fonts ornamentals i grans gàbies per ocells, arbrat exòtic, bambús, orquídies, i una col·lecció de rosers de tot el món.